# Cootamundra Shire
Koordinaten: 34° 39′ S, 148° 2′ O

Cootamundra Shire war ein lokales Verwaltungsgebiet (LGA) im australischen Bundesstaat New South Wales. Das Gebiet war 1.524 km² groß und hatte zuletzt etwa 7.300 Einwohner. 2016 ging es in der Cootamundra-Gundagai Region auf.
Cootamundra lag im Osten der Murrumbidgee-Region etwa 170 km nordwestlich der australischen Hauptstadt Canberra und 380 km westlich der Metropole Sydney. Das Gebiet umfasste 19 Ortsteile und Ortschaften: Brawlin, Carinyah, Cootamundra, Cullinga, Dudauman, Frampton, Gundibindyal, Jindalee, Kilrush, Kyron, Landgrove, Meemar, Morrisons Hill, Stockinbingal, Wallendbeen, Willows, Yannawah, Yeo Yeo und ein Teil von Jugiong. Der Sitz des Shire Councils befand sich in Cootamundra, wo zuletzt etwa 5.700 Einwohner leben.

## Verwaltung
Der Cootamundra Shire Council hatte zwölf Mitglieder, die von allen Bewohnern der LGA gewählt wurden. Cootamundra war nicht in Bezirke untergliedert. Aus dem Kreis der Councillor rekrutierte sich auch der Mayor (Bürgermeister) des Councils.

## Persönlichkeiten
- George Dempsey (1905–1985), australisch-US-amerikanischer Radrennfahrer
- Timothy McLaren (* 1956), Ruderer